# Leptomorphus ypsilon
Leptomorphus ypsilon är en tvåvingeart som beskrevs av Oskar Augustus Johannsen 1912. Leptomorphus ypsilon ingår i släktet Leptomorphus och familjen svampmyggor.
Artens utbredningsområde är New York. Inga underarter finns listade i Catalogue of Life.